# Acaena poeppigiana
Acaena poeppigiana é uma espécie de rosácea do gênero Acaena, pertencente à família Rosaceae.